# 西川贵教
西川貴教（日语：／ Nishikawa Takanori，1970年9月19日—），日本男歌手、音樂製作人、主持人、聲優及演员，在滋賀縣彦根市出生，野洲市成長。1996年西川開始其個人音樂計畫「T.M.Revolution」並以該團體的名義發行唱片，並經常與其他歌手進行音樂合作。
2016年4月，成立「突風公司」，主要以舉辦音樂祭並與當地結合、促進地區活化為宗旨。

## 簡歷
- 1989年：組成樂團Luis-Mary（擔任主唱。以「灰貓＝haine」為藝名）
- 1991年：發表三張單曲以及三張專輯。
- 1993年：Luis-Mary解散。此後的2年，遠離了表演舞台。
- 1995年：與浅倉大介相遇。擔任浅倉大介個人單曲「BLACK OR WHITE?」（1995/05/25）的主音，以「浅倉大介 expd.西川貴教」名義出道，並且這首歌曲作為T.M.Revolution音樂活動的出道單曲。先以演唱會展開音樂活動。12月，設立歌迷俱樂部網站「turbo」。
- 1996年：5月，以T.M.Revolution為名展開個人音樂活動。（T=Takanori貴教，M=Makes創造，Revolution=革命：西川貴教創造音樂革命。）
- 1997年：開始『西川貴教的All Night Nippon』的個人廣播節目（1月6日～）。持續到2005年，總共8年9個月的廣播。12月，T.M.Revolution在紅白歌合戰首次出場(之後的1998年以及2005年也有)。
- 1999年：3月，在廣播節目中發表將T.M.Revolution之名封印，並與他的音樂製作人浅倉大介，展開the end of genesis T.M.R.evolution turbo type D（簡稱T.M.R-e）為名的兩人團體音樂活動。4月2日，與日本女子團體PUFFY（帕妃）的吉村由美結婚（2002年離異）。
- 2000年：從T.M.R-e改回T.M.Revolution之名，並再度展開音樂活動。
- 2001年:自創服裝品牌DEFROCK。
- 2002年：2月，展開T.M.Revolution個人音樂活動。
- 2004年：讓代官山開放主要經辦DEFROCK的商品的精品店BABEL FISH。
- 2005年：組成搖滾樂團abingdon boys school，以本名擔任主唱。
- 2006年：在1月2日，僅限一夜的『西川貴教的All Night Nippon』復活。6月，T.M.Revolution的历往21首单曲纪念合集《1000000000000》发售。七月末，DEFROCK・BABEL FISH事業凍結。12月6日，abingdon boys school有較多的曝光，同時成立正式的歌迷俱樂部網站A.B.S.F.C.。
- 2008年：接拍电影《科拉松的哈密瓜》，担当男主角。6月，单曲《Resonance》发售，此单曲为TV动画SOUL EATER的主题曲。
- 2008年10月受任滋賀縣觀光大使
- 2009年 - 迄今 每年9月19、20日前後於琵琶湖芝生廣場舉辦大型戶外音樂祭イナズマロックフェス （Inazuma Rock Fes.閃電搖滾祭），所得盈餘皆作為琵琶湖生態保護用途。
- 2009年10月1日傳出詐欺受害事件，2004年遭受友人詐騙5000萬日幣，2009年提告。
- 2011年1月4日傳出罹患急性聲帶炎，進行緘默療法一周後已恢復，2013年6月2日的巡迴演唱會第二場再傳於舞台上無法出聲，休養2日後已無礙。
- 2011年 311大地震發生後，發起成立慈善基金STAND UP! JAPAN 中央共同募金会，募得款項由官方網站及官方推特每周公開更新。
- 2012年1月8日受任動漫未來廣報大使
- 2013年9月14日受任日本第一位拉斯維加斯觀光大使
- 2016年1月來台參加2016 台北國際電玩展萬代南夢宮娛樂的舞台活動[2]
- 2016年4月，成立「突風公司」，並聘請高橋南為特別顧問[3]
- 2016年9月來台參加Thunderbolt Fantasy 東離劍遊紀 911粉絲感謝祭[4]
- 2017年2月19日於TICC舉辦「T.M.R. LIVE REVOLUTION’16-’17－Route 20 ASIA TOUR－to Taipei」台灣公演 （页面存档备份，存于）

## 活動

### 電視劇、綜藝節目
- NHK紅白歌合戰（1997年、1998年、2005年、2013年、2014年以T.M.Revolution出場）
- Beautiful Life（美麗人生）（2000年1月-3月 飾演：川村 悟）星期日21:00 - 21:54（TBS系）
- 福山雅治和西川貴教的All Night NipponTV（2001年9月30日）19:00 - 20:54（富士電視台系）
- POP Jam（2005年4月 - 2006年3月 擔任主持人）星期五24:15 - 24:55（NHK）
- おくさまは18歳（我的老婆18歲）（2011年3月27日起每集90分鐘共四集 飾演：高木 哲也）
- 新堂本兄弟（2011年5月 - 常任成員）星期日23:15 - 23:45（富士電視台）

### 電影
- Corazon de Melon（2008年）首次担任男主角 [5]
- Beautiful Life 美麗人生（2000年）飾 川村悟[6]

### 舞臺劇
- How to Sucess

### 動畫配音
- 浪客劍心（第86集:真田三人眾之一:大蛇之煉）
- 機動戰士鋼彈SEED（米蓋爾·艾曼）
- 機動戰士鋼彈SEED DESTINY（海涅·威斯藤夫斯基）
- 戰國BASARA Judge End（酒井忠次）

2016年
- B-PROJECT ～鼓動＊Ambitious～（西山貴教）

2023年
- B-PROJECT ～熱烈＊Love Call～（西山貴教[7]）

### 電玩配音
- 機動戰士鋼彈SEED 朝向不會終結的明日（米蓋爾·艾曼）
- 機動戰士鋼彈SEED 聯合vs.Z.A.F.T.（米蓋爾·艾曼）
- 機動戰士鋼彈SEED DESTINY～GENERATION of C.E.～（米蓋爾·艾曼/海涅·魏斯特費魯斯）
- 機動戰士鋼彈SEED DESTINY 聯合vs.Z.A.F.T.II（米蓋爾·艾曼/海涅·魏斯特費魯斯）
- 原神（荒瀧一斗）

### 廣播節目
- JRA Power Revolution（1996年、bayfm系）
- Love Revolution（1996年、bayfm系）
- T.M.Radio Wave（1996年、FM NORTH WAVE）
- 西川貴教的all night nippon （1997年1月6日 - 1999年3月《從1997年10月4日到1998年3月23日為止是星期五25:00-29:00，後改為T.M.Revolution西川貴教的all night nippon Music Revolution》、2003年4月 - 2005年9月26日、2006年1月2日）月25:00 - 27:00（日本放送系）
- 西川貴教的allnightnippon SUPER! （1999年4月 - 2003年3月）星期二22:00 - 24:00（日本放送系）
- turbo FM（1999年 - 2000年、JFN系）
- ゴチャ・まぜっ!星期四（2008年4月10日 -）

### 網路生放送
- 西川貴教のイエノミ(2011年7月25日- )隔周四21:00 - 22:00(日本時間)，放送平台為ニコニコ生放送

《第1回 - 第12回 放送時間為隔周一23:00~24:00、 第13回 - 第37回 放送時間為隔周四23:00~24:00》

### CD廣播劇
- 機動戰士鋼彈SEED SUIT CD Vol.4 Miguel Ayman×Nicol Amarfi（2003年6月21日）

### 廣告
- YAMAHA·JOG（山葉機車）
- Tisera Jungle Jungle（資生堂）
- 鋼彈30周年特別企畫（萬代影視）
- 2011年度地球温暖化問題啓発スポット ストップ温暖化 暴雨歌手（日本民間放送連盟）
- 消臭力 『夢の共演』、『チカラにかえてinリスボン』、『ミゲルの丘』篇（共同演出歌手ミゲル・ゲレイロ(葡萄牙籍)。2012年7月、『チカラにかえてinリスボン』及び『ミゲルの丘』篇，與ミゲル・ゲレイロ、島谷瞳合作共同演出，三人因廣告而結成T.M.H.R。廣告歌曲「チカラにかえて」也啟動音樂配線下載。(エステー)
- Wii カラオケ U （任天堂）
- 樂天口香糖 ZEUS（LOTTE）
- 碧藍航線日服三週年紀念CM[8]

### 布袋戲
2017年
- Thunderbolt Fantasy 生死一劍（浪巫謠）

2018年
- Thunderbolt Fantasy 東離劍遊紀2（浪巫謠）

2019年
- Thunderbolt Fantasy 西幽玹歌（浪巫謠）

2021年
- Thunderbolt Fantasy 東離劍遊紀3（浪巫謠）

### 雜誌連載
- 荒暴的國家統一俱音樂部（CDでーた）
- 西川貴教身旁的草坪（Oricon·entertainment）

### 書籍
- 以T.M.Revolution名義發行的書籍

在這個聲音的對面 第一次被談到的西川貴教的半生-魂的記憶T.M.Revolution interview book，出版社名:シンコー・ミュージック，發行日:1999年1月
- 以西川貴教名義發行的書籍

1. 疾駛（T.M.R.）（T.M.R-e）T.M.Revolution～the end of genesis T.M.R.evolution turbo type D ，角川書店，1999年7月
2. 西川貴教身旁的草坪，Oricon·entertainment，2004年3月
3. UNDER:COVER T.M.Revolution the 10th debut anniversary book，アスコム，2006年1月1日（以T.M.Revolution名義的同名專輯UNDER:COVER同時發行）

- T.M.Revolution's Travels attractive Las Vegas，2013年7月29日

### 模型
- ねんどろいど T.M.Revolution (黏土人T.M.Revolution ) 2013年12月 原型制作：七兵衛 制作協力：ねんどろん 仕様：ABS&PVC 塗装済み可動フィギュア・ノンスケール・専用台座付属・全高：約100mm，衣裝配件部分採用Preserved RosesPV造型，合併搭配Under Cover:2安可曲造型，為聲優水樹奈奈與田村由香里後第三位以真人為主角的黏土人模型，也是第一位推出黏土人的流行音樂歌手。

### 參與樂團及獨立演出計畫
- 獨立演出計畫（solo project）:「T.M.Revolution」
- 過去組成的視覺系樂團:「Luis-Mary」
- 搖滾樂隊「abingdon boys school」五項的音樂發表作品。

## 唱片

### 單曲
| 1st            | 1996年5月13日     | 独裁 -monopolize-                            | 作詞：井上秋緒 作曲：浅倉大介 編曲：浅倉大介                                    | 28位 | 不適用                                                                                       |
| 2nd            | 1996年7月15日     | 臍淑女 -Venus-                               | 作詞：井上秋緒 作曲：浅倉大介 編曲：浅倉大介                                    | 35位 | 不適用                                                                                       |
| 3rd            | 1996年11月11日    | HEART OF SWORD 〜黎明前〜                    | 作詞：井上秋緒 作曲：浅倉大介 編曲：浅倉大介                                    | 16位 | 不適用                                                                                       |
| 4th            | 1997年4月21日     | LEVEL 4                                      | 作詞：井上秋緒 作曲：浅倉大介 編曲：浅倉大介                                    | 18位 | 不適用                                                                                       |
| 5th            | 1997年7月1日      | HIGH PRESSURE                                | 作詞：井上秋緒 作曲：浅倉大介 編曲：浅倉大介                                    | 4位  | 不適用                                                                                       |
| 6th            | 1997年10月22日    | WHITE BREATH                                 | 作詞：井上秋緒 作曲：浅倉大介 編曲：浅倉大介                                    | 1位  | 不適用                                                                                       |
| 7th            | 1998年2月25日     | 蓝色霹靂〜JOG edit〜                         | 作詞：井上秋緒 作曲：浅倉大介 編曲：浅倉大介                                    | 3位  | 不適用                                                                                       |
| 8th            | 1998年6月24日     | HOT LIMIT                                    | 作詞：井上秋緒 作曲：浅倉大介 編曲：浅倉大介                                    | 1位  | 不適用                                                                                       |
| 9th            | 1998年10月7日     | THUNDERBIRD                                  | 作詞：井上秋緒 作曲：浅倉大介 編曲：浅倉大介                                    | 3位  | 不適用                                                                                       |
| 10th           | 1998年10月28日    | Burnin' X'mas                                | 作詞：井上秋緒 作曲：浅倉大介 編曲：浅倉大介                                    | 2位  | 不適用                                                                                       |
| 11th           | 1999年2月3日      | WILD RUSH                                    | 作詞：井上秋緒 作曲：浅倉大介 編曲：浅倉大介                                    | 2位  | 不適用                                                                                       |
|                | 1999年6月23日     | 陽炎-KAGEROH-                                | 作詞：井上秋緒 作曲：浅倉大介 編曲：浅倉大介                                    | 3位  | the end of genesis T.M.R. evolution turbo type D 时期                                        |
| 1999年9月22日  | 月虹-GEKKOH-      | 作詞：井上秋緒 作曲：浅倉大介 編曲：浅倉大介 | 2位                                                                             |      | the end of genesis T.M.R. evolution turbo type D 时期                                        |
| 1999年11月17日 | 雪幻-winter dust- | 作詞：井上秋緒 作曲：浅倉大介 編曲：浅倉大介 | 3位                                                                             |      | the end of genesis T.M.R. evolution turbo type D 时期                                        |
| 12th           | 2000年4月19日     | BLACK OR WHITE? version 3                    | 作詞：井上秋緒 作曲：浅倉大介 編曲：浅倉大介                                    | 5位  | 不適用                                                                                       |
| 13th           | 2000年5月24日     | HEAT CAPACITY                                | 作詞：井上秋緒 作曲：浅倉大介 編曲：浅倉大介                                    | 5位  | 不適用                                                                                       |
| 14th           | 2000年9月6日      | 魔弾 〜Der Freischütz〜/LOVE SAVER           | 作詞：井上秋緒 作曲：浅倉大介 編曲：浅倉大介                                    | 8位  | 不適用                                                                                       |
| 15th           | 2001年2月7日      | BOARDING                                     | 作詞：井上秋緒 作曲：浅倉大介 編曲：浅倉大介                                    | 5位  | CD-EXTRA规格                                                                                 |
| 16th           | 2002年2月20日     | Out Of Orbit -Triple ZERO-                   | 作詞：井上秋緒 作曲：浅倉大介 編曲：浅倉大介                                    | 6位  | CD-EXTRA规格                                                                                 |
| 17th           | 2002年10月30日    | INVOKE                                       | 作詞：井上秋緒 作曲：浅倉大介 編曲：浅倉大介                                    | 2位  | 不適用                                                                                       |
| 18th           | 2004年2月25日     | Albireo                                      | 作詞：井上秋緒 作曲：浅倉大介 編曲：浅倉大介                                    | 3位  | 以CCCD规格发售                                                                               |
| 19th           | 2004年7月28日     | Web of Night                                 | 作詞：井上秋緒 作曲：浅倉大介 編曲：浅倉大介                                    | 5位  | 以CCCD规格发售                                                                               |
| 20th           | 2004年11月3日     | ignited                                      | 作詞：井上秋緒 作曲：浅倉大介 編曲：浅倉大介                                    | 1位  | 不適用                                                                                       |
| 21st           | 2005年8月17日     | vestige                                      | 作詞：井上秋緒 作曲：浅倉大介 編曲：浅倉大介                                    | 1位  | 不適用                                                                                       |
| 22nd           | 2008年6月11日     | resonance                                    | 作詞：井上秋緒 作曲：浅倉大介 編曲：浅倉大介                                    | 4位  | 不適用                                                                                       |
| 23rd           | 2010年8月11日     | Naked arms/SWORD SUMMIT                      | 作詞：井上秋緒 作曲：浅倉大介 編曲：浅倉大介                                    | 3位  | 不適用                                                                                       |
| 24th           | 2010年12月1日     | Save The One, Save The All                   | 作詞：井上秋緒 作曲：浅倉大介 編曲：浅倉大介                                    | 4位  | 不適用                                                                                       |
| 25th           | 2011年6月22日     | FLAGS                                        | 作詞：井上秋緒 作曲：浅倉大介 編曲：浅倉大介                                    | 4位  | 不適用                                                                                       |
| 26th           | 2014年8月6日      | 突破-Time to SMASH!                          | 作詞：井上秋緒 作曲：浅倉大介 編曲：浅倉大介                                    | 8位  |                                                                                              |
| 27th           | 2014年9月3日      | Phantom Pain                                 | 作詞：井上秋緒 作曲：浅倉大介 編曲：浅倉大介                                    | 12位 |                                                                                              |
| 28th           | 2015年8月5日      | DOUBLE-DEAL                                  | 作詞：井上秋緒 作曲：浅倉大介 編曲：浅倉大介                                    | 9位  |                                                                                              |
| 29th           | 2016年4月6日      | Committed Red/Inherit the Force              | 作詞：井上秋緒 作曲：浅倉大介 編曲：浅倉大介                                    | 10位 |                                                                                              |
| 30th           | 2016年8月31日     | RAIMEI                                       | 作詞：井上秋緒 作曲：浅倉大介 編曲：浅倉大介                                    | 15位 | 電視布袋戲(動畫)「Thunderbolt Fantasy 東離劍遊紀」片頭曲                                     |
| 西川貴教名義   |                   |                                              |                                                                                 |      |                                                                                              |
|                | 1995年5月25日     | BLACK OR WHITE?                              | 作詞：井上秋緒 作曲：浅仓大介 編曲：浅倉大介                                    | 17位 | 淺倉大介 expd.西川貴教名義。                                                                 |
|                | 2017年9月19日     | BIRI × BIRI                                  | 作詞：SHIROSE from WHITE JAM,西川貴教 作曲：Erik Lidbom, SHIROSE from WHITE JAM |      | 西川貴教 feat.末吉秀太(AAA)名義。 以數位單曲配信。 電影「盜速飛車」形象曲                    |
| 1th            | 2018年3月7日      | Bright Burning Shout                         | 作詞：田淵智也 作曲，編曲：神前曉（MONACA）                                     | 8位  | 電視動畫「Fate/EXTRA Last Encore」主題曲                                                     |
|                | 2018年10月5日     | Be Affected                                  | 作詞，作曲，編曲：Fear, and Loathing in Las Vegas                               |      | 西川貴教×Fear, and Loathing in Las Vegas名義。 以數位單曲配信。 電視動畫「學園BASARA」片尾曲 |
| 2nd            | 2018年11月14日    | His/Story / Roll The Dice                    | 作詞：藤林聖子 作曲，編曲：mpi/澤野弘之                                         | 14位 | 電視布袋戲(動畫)「Thunderbolt Fantasy 東離劍遊紀2」片頭/片尾曲                               |
|                | 2019年1月18日     | UNBROKEN (feat. 布袋寅泰)                    | 作詞: 岩里祐穂 作曲，編曲：布袋寅泰                                             |      | 以數位單曲配信。 電影「電影刀劍亂舞」主題曲                                                  |
| 3rd            | 2019年10月23日    | Crescent Cutlass                             | 作詞: 藤林聖子 作曲，編曲：澤野弘之                                             |      | 電影布袋戲「Thunderbolt Fantasy 西幽玹歌」主題曲                                             |
|                | 2020年1月22日     | REAL×EYEZ                                    |                                                                                 |      | J x Takanori Nishikawa名義。                                                                 |
|                | 2020年5月27日     | 天秤 -Libra-                                 |                                                                                 |      | 西川貴教+ASCA名義。                                                                          |
|                | 2020年9月30日     | 1・2・3                                      |                                                                                 |      | 西川貴教和鬼龍院翔名義。                                                                     |
|                | 2020年12月30日    | As a route of ray                            |                                                                                 |      |                                                                                              |
|                | 2021年1月15日     | A.I. ∴ All Imagination                       |                                                                                 |      | J x Takanori Nishikawa名義。                                                                 |
| 4th            | 2021年4月21日     | Eden through the rough                       |                                                                                 |      |                                                                                              |
|                | 2022年3月11日     | 鉄血†Gravity                                 |                                                                                 |      | 西川貴教 feat. 桃色幸運草Z名義。                                                             |
| 5th            | 2022年7月27日     | 一番光れ! -ブッチギレ-                       |                                                                                 |      |                                                                                              |
| 6th            | 2023年4月26日     | Never say Never                              |                                                                                 |      |                                                                                              |
|                | 2024年1月24日     | FREEDOM                                      |                                                                                 |      | 西川貴教 with t.komuro 名義。                                                                |
| 7th            | 2025年5月21日     | HEROES                                       |                                                                                 |      |                                                                                              |

- 2009年3月25日，当初作为8cm盘发售的1st至11th张单曲，个别作为12cm Blu-spec CD再发售。

### 配信限定单曲
|     | 发售日        | 标题                                | 楽曲制作                                     |
| --- | ------------- | ----------------------------------- | -------------------------------------------- |
| 1st | 2010年3月3日  | Lakers                              | 作詞：井上秋緒 作曲：浅倉大介 編曲：浅倉大介 |
| 2nd | 2013年8月7日  | Summer Blizzard                     | 作詞：井上秋緒 作曲：浅倉大介 編曲：浅倉大介 |
| 3rd | 2013年11月6日 | HEAVEN ONLY KNOWS ～Get the Power～ | 作詞：井上秋緒 作曲：浅倉大介 編曲：浅倉大介 |

- 1・2・3

### 合唱单曲
|     | 发售日         | 标题             | 楽曲制作                                     | 合作對象 | 發行公司     | 排名 | 備註                      |
| --- | -------------- | ---------------- | -------------------------------------------- | -------- | ------------ | ---- | ------------------------- |
| 1st | 2013年5月15日  | Preserved Roses  | 作詞：井上秋緒 作曲：浅倉大介 編曲：浅倉大介 | 水樹奈奈 | EPIC Records | 2位  | 革命機Valvrave主題曲      |
| 2nd | 2013年10月23日 | 革命デュアリズム | 作詞: Hibiki 作曲: 上松範康 編曲: 岩橋星実   | 水樹奈奈 | KING RECORD  | 2位  | 革命機Valvrave第2季主題曲 |

### 聯合發行單曲
|     | 发售日        | 標題                                         | 合作對象 | 曲目 | 發行公司     | 排名 | 備註               |
| --- | ------------- | -------------------------------------------- | -------- | --- | ------------ | ---- | ------------------ |
| 1st | 2014年2月12日 | Count ZERO / Runners high ～戦国BASARA4 EP～ | SCANDAL  | 【Opening】 Count ZERO 作詞：井上秋緒 作曲：浅倉大介 編曲：浅倉大介 【Ending】 Runners high 作詞：HARUNA 作曲：田鹿祐一 編曲：Yu Odakura | EPIC Records |      | 戰國BASARA 4 OP+ED |

### 专辑
| 1st          | 1996年8月12日  | MAKES REVOLUTION                  | 20位 | 不適用                                                             |
| 2nd          | 1997年2月21日  | restoration LEVEL→3               | 5位  | 不適用                                                             |
| 3rd          | 1998年1月21日  | triple joker                      | 1位  | CD-EXTRA规格                                                       |
| 4th          | 1999年3月10日  | The Force                         | 2位  | CD-EXTRA规格                                                       |
|              | 2000年2月2日   | Suite Season                      | 2位  | the end of genesis T.M.R. evolution turbo type D 时期 CD-EXTRA规格 |
| 5th          | 2000年10月12日 | progress                          | 3位  | CD-EXTRA规格                                                       |
| 6th          | 2003年3月26日  | coordinate                        | 9位  | CD-EXTRA规格                                                       |
| 7th          | 2004年3月17日  | SEVENTH HEAVEN                    | 6位  | CCCD规格                                                           |
| 8th          | 2005年1月26日  | vertical infinity                 | 3位  | 不適用                                                             |
| 9th          | 2011年4月20日  | CLOUD NINE                        | 2位  | 不適用                                                             |
| 10th         | 2015年5月13日  | 天 (T.M.Revolutionのアルバム)     | 2位  | 不適用                                                             |
| 西川貴教名義 |                |                                   |      |                                                                    |
| 1st          | 2019年3月6日   | SINGularity                       | 2位  | 不適用                                                             |
| 2nd          | 2022年8月10日  | SINGularity II -過形成のprotoCOL- | 11位 | 不適用                                                             |
| 3rd          | 2025年2月26日  | SINGularity Ⅲ -VOYAGE-            |      |                                                                    |

### 迷你专辑
|     | 发售日         | 标题            | 排位 |
| --- | -------------- | --------------- | ---- |
| 1st | 2010年3月24日  | X42S-REVOLUTION | 4位  |
| 2nd | 2011年11月16日 | 宴 -UTAGE-      | 2位  |

### 混音专辑
1. DISCORdanza Try My Remix 〜Single Collections（2000年6月28日）

- 最高位4位（Oricon）
- 唱片会社的企画盤。因为这个原因，光盘封面没有一点关于西川的照片，而且西川也没有参加任何推销活动。

### 精选辑
1. B★E★S★T（2002年3月6日）
  - 最高位4位（Oricon）
  - CD-EXTRA规格
2. The Complete Single Collection of T.M.Revolution 1000000000000 -billion-（2006年6月7日）
  - 最高位1位（Oricon）
  - The Complete Single Collection of T.M.Revolution 1000000000000 -billion- Blu-Spec CD（2009年9月4日）
3. T.M.REVOLUTION SINGLE COLLECTION 96-99 -GENESIS-（2009年3月25日）
  - 最高位35位（Oricon）
  - 收集了1st单曲《独裁 -monopolize-》到11th单曲《WILD RUSH》的再发盘。附带收集映像的DVD

### 自身翻唱精选辑
|     | 发售日        | 标题          | 排位 |
| --- | ------------- | ------------- | ---- |
| 1st | 2006年1月1日  | UNDER:COVER   | 8位  |
| 2nd | 2013年2月27日 | UNDER:COVER 2 | 4位  |

### DVD（西川名义）
- T.M.Revolution 西川貴教 立つ！Vol.1 屋久島·繩文杉（2004年4月10日） 
  - T.M.R．LIVE REVOLUTION '04 SEVENTH HEAVEN的周邊商品同時販售。
- T.M.Revolution 西川貴教 立つ！Vol.2婆罗洲 ‐针对世界之脐‐（2005年12月10日）
  - T.M.R.YEAR COUNT DOWN PARTY LIVE REVOLUTION REMIX IX的周邊商品同時販售。
- T.M.Revolution 西川貴教 立つ！ Vol.3 -激跑!!縱貫Thailand-（2006年12月3日）
  - T.M.R.YEAR COUNT DOWN PARTY LIVE REVOLUTION REMIX X的周邊商品同時販售。
- T.M.Revolution 西川貴教 立つ！Vol.4 ベトナム 失いたくないもの

※全部都已絕版。

## 出版

### 戏剧CD
- 機動戦士ガンダムSEED SUIT CD Vol.4 Miguel Ayman×Nicol Amarfi（2003年6月21日）

### 連載
- 荒れる国家統一倶楽部Template:いつ範囲タイトルの頭に真が付き、Template:いつ範囲は、真が取れて尾にZが付いている。</ref>（CDでーた）
- 西川貴教のとなりの芝生 （オリコン・エンタテイメント）

### 書籍
T.M.Revolution名義
- この声の向こうに　初めて語られる西川貴教の半生-魂の記憶 T.M.Revolution interview book（1999年1月、シンコー・ミュージック）
- T.M.Revolution's Travels attractive Las Vegas（2013年7月29日、エンターブレイン）

西川貴教名義
- 疾走（T.M.R.） （T.M.R-e） T.M.Revolution〜the end of genesis（1999年6月、角川書店）
- T.M.R.evolution turbo type D（1999年7月、角川書店）
- 西川貴教のとなりの芝生（2004年3月、オリコン・エンタテインメント）
- アンダーカバー T.M.Revolution the 10th debut anniversary book（2006年1月1日、アスコム）T.M.Revolution名義での同タイトルのセルフカバーベストアルバム『UNDER:COVER』と同時発売。</ref>
- おしゃべりな筋肉 心のワークアウト7メソッド（2017年5月12日、新潮社）

## 外部連結
- Takanori Nishikawa Official Website （页面存档备份，存于）
- T.M.Revolution 官方網站 （页面存档备份，存于）
- 「turbo」西川貴教粉絲俱樂部 官方網站 （页面存档备份，存于）
- abingdon boys school 官方網站 （页面存档备份，存于）
- 西川贵教的X（前Twitter）
- 西川贵教的Instagram帳戶
- 西川貴教 Official YouTube Channel （页面存档备份，存于）
- 株式会社 Diesel Corporation （页面存档备份，存于）
- 株式會社 突風 （页面存档备份，存于）